# Souvenirs d'un pèlerinage en Chine en quête de la loi

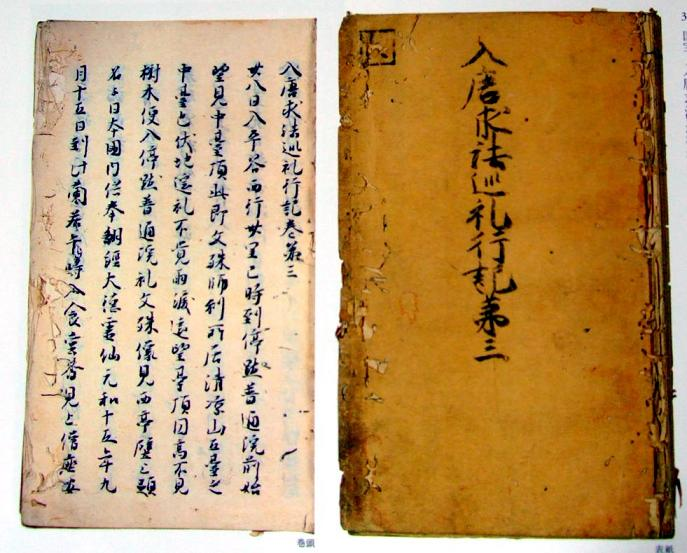
Couverture et page d'un manuscrit de l'ouvrage.

Les Souvenirs d'un pèlerinage en Chine en quête de la loi (入唐求法巡禮行記, Nittō guhō junreikōki) sont un journal de voyage en quatre volumes écrits par Ennin, moine bouddhiste japonais en Chine au IXe siècle. Il fait partie des huit bouddhistes japonais qui étudient en Chine à cette époque. Il rédige son journal durant un pèlerinage bouddhiste en Chine qui dure neuf ans et demi, de 838 à 847.
Les livres d'Ennin sont de précieuses sources d'information historique bien qu'ils contiennent quelques erreurs. Ses livres sont les premiers documents écrits par un étranger sur la Chine et son mode de vie. Ennin ne porte pas de jugement sur ce qu'il observe mais discute plutôt de questions religieuses et de la vie en Chine pendant la dynastie Tang. Son journal est une source intéressante sur la pratique du bouddhisme populaire en Chine, de même que ses descriptions des cérémonies. Il rapporte de nombreux sūtra et mandalas au Japon. Pendant son voyage, il affronte les persécutions des Tang contre le bouddhisme (842-846).
Un autre aspect intéressant de ce journal concerne la Corée, car il recense les détails de l'importante activité commerciale avec le nord-est de la Chine. Les Coréens jouent un rôle dominant dans les échanges entre l'est de la Chine, la Corée et le Japon.